# 広興倉駅
広興倉駅（クァンフンチャンえき）は大韓民国ソウル特別市麻浦区倉前洞にある、ソウル交通公社6号線の駅である。駅番号は624。
西江という副駅名がある。

## 歴史
- 2000年12月15日 - ソウル特別市都市鉄道公社（当時）6号線の駅として開業。
- 2017年5月31日 - ソウル特別市都市鉄道公社とソウルメトロが統合され、ソウル交通公社の駅となる。

## 駅構造

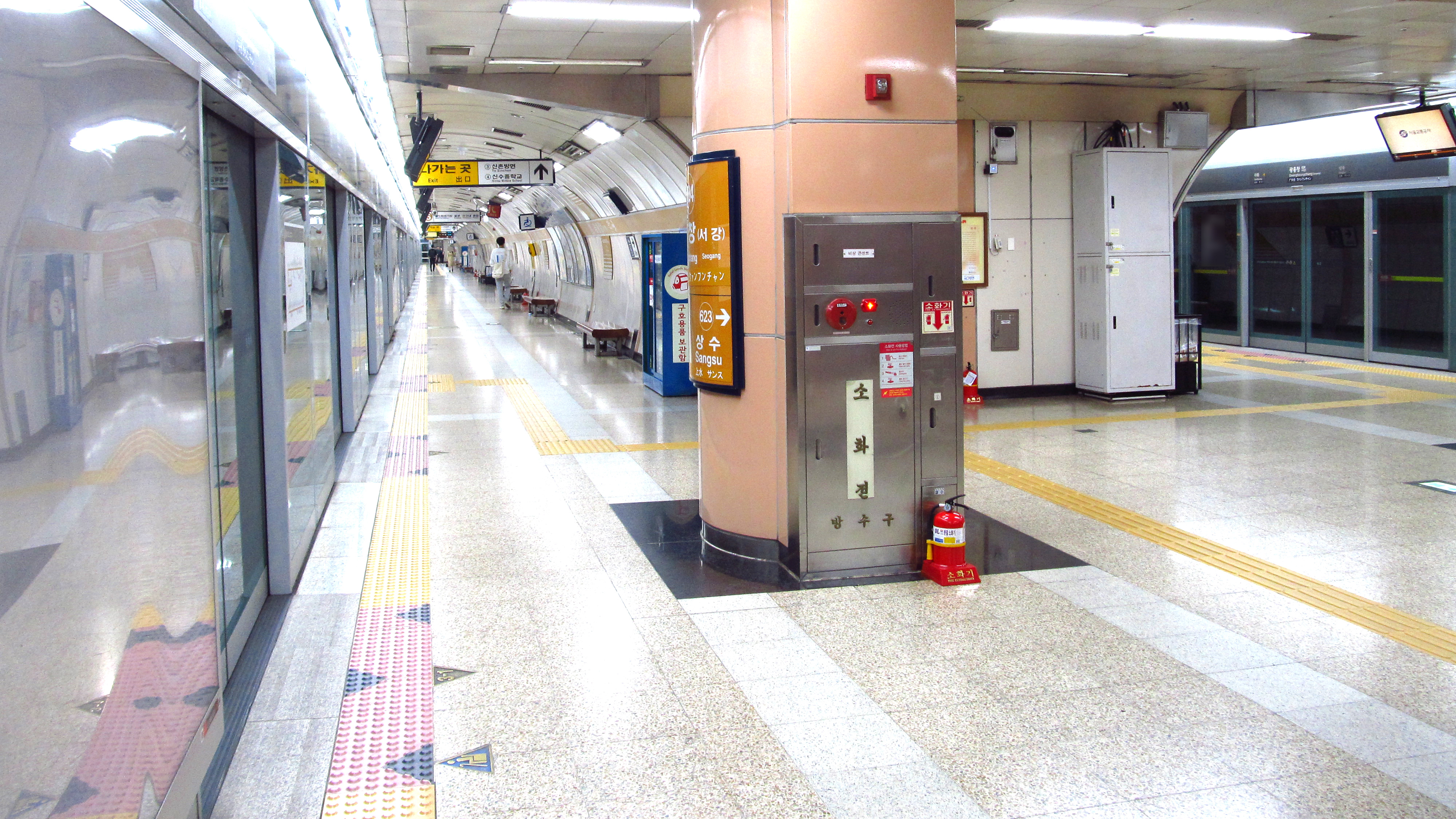
プラットホーム

島式ホーム1面2線の地下駅。出口は6番まである。

### のりば
案内上ののりば番号は設定されていない。
| 上り | 6号線 | 合井・デジタルメディアシティ・鷹岩方面 |
| 下り | 6号線 | 孔徳・孝昌公園前・三角地・新内方面     |

## 利用状況
近年の一日平均利用人員推移は下記のとおり。なお、2000年は開業日の12月15日から12月31日までの17日間の平均である。
| 路線  | 路線     | 2000年 | 2001年 | 2002年 | 2003年 | 2004年 | 2005年 | 2006年 | 2007年 | 2008年 | 2009年 | 出典  |
| ----- | -------- | ------ | ------ | ------ | ------ | ------ | ------ | ------ | ------ | ------ | ------ | ----- |
| 6号線 | 乗車人員 | 2,747  | 4,914  | 5,984  | 6,572  | 6,976  | 7,317  | 7,427  | 7,557  | 8,402  | 8,744  | [ 1 ] |
| 6号線 | 降車人員 | 2,368  | 4,704  | 5,793  | 6,443  | 6,847  | 7,141  | 7,316  | 7,429  | 8,135  | 8,517  | [ 1 ] |
| 6号線 | 乗降人員 | 5,115  | 9,618  | 11,777 | 13,016 | 13,822 | 14,457 | 14,743 | 14,987 | 16,537 | 17,260 | [ 1 ] |
| 路線  | 路線     | 2010年 | 2011年 | 2012年 | 2013年 | 2014年 | 2015年 |        |        |        |        | [ 1 ] |
| 6号線 | 乗車人員 | 9,156  | 9,330  | 9,262  | 9,328  | 9,594  | 9,475  |        |        |        |        | [ 1 ] |
| 6号線 | 降車人員 | 8,868  | 8,987  | 8,988  | 9,064  | 9,235  | 9,132  |        |        |        |        | [ 1 ] |
| 6号線 | 乗降人員 | 18,025 | 18,317 | 18,249 | 18,392 | 18,829 | 18,607 |        |        |        |        | [ 1 ] |

## 駅周辺
- 西江大橋（朝鮮語版）（国会議事堂方面）
- 光成中学校（朝鮮語版）
- 光成高等学校（朝鮮語版）
- 麻浦消防署
- ソウル西江初等学校（朝鮮語版）
- 麻浦税務署
- ソウル新石初等学校（朝鮮語版）
- 新水中学校（朝鮮語版）
- 新水洞住民センター
- ソウル麻浦警察署新水治安センター
- 新水市場
- 麻浦総合市場

## 隣の駅
ソウル交通公社
 6号線
上水駅 (623) - 広興倉駅 (624) - 大興駅 (625)